# Сортавальское городское поселение
Сортава́льское городское поселение — муниципальное образование в Сортавальском муниципальном районе Республики Карелия Российской Федерации.
Административный центр — город Сортавала.

## География
Расположено на северном побережье Ладожского озера, частично на островах Риеккалансари и Валаам.

## Население
| 2009    | 2010    | 2012    | 2013    | 2014    | 2015    | 2016    |
| ------- | ------- | ------- | ------- | ------- | ------- | ------- |
| 19 374  | ↗20 374 | ↘20 328 | ↘20 165 | ↘20 005 | ↘19 969 | ↘19 911 |
| 2017    | 2018    | 2019    | 2020    | 2021    | 2023    |         |
| ↗19 917 | ↗19 936 | ↗19 961 | ↘19 931 | ↘18 102 | ↘17 930 |         |

## Населённые пункты
В городское поселение входят 14 населённых пунктов:
| №  | Населённый пункт | Тип населённого пункта | Население |
| -- | ---------------- | ---------------------- | --------- |
| 1  | Валаам           | посёлок                | ↗466      |
| 2  | Заречье          | посёлок                | ↗49       |
| 3  | Красная Горка    | посёлок                | ↘78       |
| 4  | Ламберг          | посёлок                | ↘77       |
| 5  | Лахденкюля       | посёлок                | ↘58       |
| 6  | Нукутталахти     | посёлок                | ↗26       |
| 7  | Оявойс           | посёлок                | ↘8        |
| 8  | Рантуэ           | посёлок                | ↘29       |
| 9  | Раутакангас      | посёлок                | →19       |
| 10 | Сортавала        | город                  | ↘14 787   |
| 11 | Токкарлахти      | посёлок                | ↗58       |
| 12 | Хелюля           | пгт                    | ↘1847     |
| 13 | Хелюля           | село                   | ↘668      |
| 14 | Хюмпёля          | посёлок                | →282      |

В июле 2020 года в состав Сортавальского городского поселения включены все населённые пункты упразднённого Хелюльского городского поселения.

## Власть и политика
11 октября 2009 года мэром был избран кандидат от партии «Единая Россия» Николай Заяц. 18 октября 2010 года по просьбе главы Республики Карелии Андрея Нелидова Советом депутатов городского поселения Заяц был досрочно отправлен в отставку (в связи с провалом подготовки города к отопительному сезону). 19 октября исполняющим обязанности мэра городского поселения Советом был избран Александр Сидякин.
13 марта 2011 года состоялись досрочные выборы главы Сортавальского городского поселения. Участвовали два самовыдвиженца и кандидаты от «Справедливой России» и ЛДПР. Победу, с 34 % голосов, одержал один из самовыдвиженцев, Козигон Сергей Николаевич.